# Levantamento de peso nos Jogos Pan-Americanos de 2019 - Mais de 87 kg feminino
A categoria mais de 87 kg feminino do levantamento de peso nos Jogos Pan-Americanos de 2019 foi disputada em 30 de julho  no Coliseo Mariscal Caceres, em Lima. 

## Calendário
Horário local (UTC-5).
| Data        | Horário | Fase  |
| ----------- | ------- | ----- |
| 30 de julho | 14:30   | Final |

## Medalhistas
| Ouro   | USA Sarah Robles     |
| Prata  | DOM Veronica Saladin |
| Bronze | ECU Lisseth Ayoví    |

## Resultados
| Pos.              | Halterofilista              | Grupo | Arranque (kg) | Arremesso (kg) | Total (Kg) |
| ----------------- | --------------------------- | ----- | ------------- | -------------- | ---------- |
| Medalha de ouro   | USA Sarah Robles            | A     | 125           | 159            | 284        |
| Medalha de prata  | DOM Veronica Saladin        | A     | 130           | 153            | 283        |
| Medalha de bronze | ECU Lisseth Ayoví           | A     | 115           | 140            | 255        |
| 4                 | ESA Caren Torres de Fuentes | A     | 90            | 115            | 205        |
| 5                 | GUA Scarleth Ucelo          | A     | 76            | 110            | 186        |